# Michael McKean
Michael John McKean (ur. 17 października 1947 w Nowym Jorku) – amerykański aktor, komik, scenarzysta, reżyser, piosenkarz, kompozytor i muzyk. Laureat Nagrody Grammy za najlepszą piosenkę napisaną dla Visual Media – „A Mighty Wind” z komedii Koncert dla Irwinga (2003). Nominowany do Oscara za najlepszą piosenkę oryginalną – „A Kiss at the End of the Rainbow” z Koncertu dla Irwinga (2003). Zdobywca Nagrody Satelity za rolę Charlesa „Chucka” Lindbergha McGilla Jr. w serialu kryminalnym AMC Zadzwoń do Saula (2015–2018).

## Życiorys

### Wczesne lata
Urodził się w Nowym Jorku jako syn Ruth Stewart McKean, bibliotekarki i Gilberta S. McKean, jednego z założycieli Decca Records. Jego rodzina była pochodzenia irlandzkiego, angielskiego i szkockiego, a także miała korzenie niemieckie i holenderskie. Wychowywał się w Sea Cliff na Long Island. Studiował na Carnegie Mellon University i New York University.

### Kariera
Po raz pierwszy trafił na mały ekran jako Leonard „Lenny” Kosnowski, kumpel Andrew „Squiggy” Squigmana w sitcomie ABC Laverne i Shirley (1976–1983) i spin-off Happy Days (1979). W komedii wojennej Stevena Spielberga 1941 (1979) wystąpił w roli Willy’ego. W komedii muzycznej Roba Reinera Oto Spinal Tap (1984) zagrał heavymetalowego muzyka Davida St. Hubbinsa z cockneyowskim akcentem. W 1984 i w latach 1994–1995 gościł w programie Saturday Night Live. 
W 1990 za występ na Broadwayu w spektaklu Wspólnik (Accomplice) u boku Jasona Alexandra zdobył nagrodę Theatre World. W 2004 wystąpił na off-Broadwayu jako wujek Phil Wellman w sztuce Woody’ego Allena Pamięć z drugiej ręki.

## Filmografia

### Filmy
- 1979: 1941 jako Willy
- 1980: Używane samochody jako Eddie Winslow
- 1982: Zakochani młodzi lekarze jako dr Simon August
- 1984: Oto Spinal Tap jako David St. Hubbins
- 1986: Jumpin’ Jack Flash jako Leslie
- 1987: Samoloty, pociągi i samochody jako żołnierz stanowy
- 1988: Krótkie spięcie 2 jako Fred Ritter
- 1988: Ziemskie dziewczyny są łatwe jako Woody
- 1989: Obcy w domu jako Phil Dreyer
- 1992: Wspomnienia niewidzialnego człowieka jako George Talbot
- 1992: Kłopoty z facetami jako Eddy Revere
- 1993: Stożkogłowi jako Gorman Seedling
- 1994: Odlotowcy jako Milo Jackson
- 1994: Zabójcze radio jako Rick Rochester
- 1995: Grunt to rodzinka jako Larry Dittmeyer
- 1996: Jack jako Paulie
- 1997: Kacper II: Początek straszenia jako Bill Case
- 1997: Nic do stracenia jako Phillip „P.B.” Barrow
- 1998: Mali żołnierze jako Insaniac / Troglokhan (glos)
- 1999: Prawdziwa zbrodnia jako wielebny Shillerman
- 1999: Jak wykończyć panią T.? jako dyrektor Potter
- 2000: Medal dla miss jako Stefan Vanderhoof
- 2000: Mały Nicky jako szef policji
- 2001: Mój pierwszy książę jako Bob Benson
- 2001: Dr Dolittle 2 jako ptak (głos)
- 2002: Dzwonnik z Notre Dame II jako Sarousch (głos)
- 2002: Guru jako Dwain
- 2003: Koncert dla Irwinga jako Jerry Palter
- 2005: Producenci jako powiernik więzienia
- 2006: Obcy krewni jako Ken Hyman
- 2006: Radosne Purim jako Lane Iverson
- 2007: Joshua jako Chester Jenkins
- 2009: Co nas kręci, co nas podnieca jako Joe, przyjaciel Borisa
- 2010: Sielska kraina 2: Dar aniołów jako Peter
- 2012: Między wierszami jako Nelson Wylie
- 2012: Batman DCU: Mroczny Rycerz – Powrót jako dr Bartholomew Wolper
- 2015: Wszędobylska mamuśka jako Mark
- 2016: A City of Shoulders and Noses

### Seriale
- 1979: Happy Days jako Leonard „Lenny” Kosnowski
- 1984: Saturday Night Live jako David St. Hubbins
- 1990: Napisała: Morderstwo jako Ross McKay
- 1991–1996: Życie jak sen jako Gibby Fiske
- 1992, 1999: Simpsonowie jako David St. Hubbins / Jerry Rude (głos)
- 1993: Rodzinny album jako pan Gordon
- 1993–1994, 1998: Animaniacy – głosy
- 1994: Nowe przygody Supermana jako dr Fabian Leek
- 1994: Duckman jako Bob Hiney (głos)
- 1994–1995: Saturday Night Live
- 1995: Pomoc domowa jako prof. Noel Babcock PhD
- 1995: Przyjaciele jako Leon Rastatter
- 1996: Star Trek: Voyager jako klown
- 1996: Karolina w mieście jako ks. Damian
- 1996–1998: Mała księga dżungli jako Cecil (głos)
- 1996–1998: Pinky i Mózg – głosy
- 1997: Johnny Bravo – głosy
- 1997–1998: 101 dalmatyńczyków jako Jasper Badun (głos)
- 1998: Murphy Brown jako Dennis Page
- 1998: Bobry w akcji jako LG Algi / Szop pracz (głos)
- 1998: The New Batman Adventures jako 50 Joker / Mutant Member (głos)
- 1998: Byle do przerwy jako pan Leszcz (głos)
- 1998–1999: Maggie Winters jako Lewis Stickley
- 1998–2002: Z Archiwum X jako Morris Fletcher
- 1999: Powrót do Providence jako Sherman Smith
- 1999: Chłopiec poznaje świat jako Jedediah Lawrence
- 1999–2003: Hej Arnold! – głosy
- 2014: Ulica Sezamkowa jako Virgil Von Vivaldi
- 2015–2018: Better Call Saul jako Chuck McGill